# 马加 (藏南)
28°33′40″N 93°25′41″E / 28.56111°N 93.42806°E
马加（藏語：མེ་ལྕག།，罗马字母拼写：Mêjag，英语：Maja）位于中华人民共和国西藏自治区山南市隆子县境内，是中华人民共和国民政部第二批增补藏南地区公开使用地名中的一个。该地位于中国与印度领土争议地区，扎日曲河畔，地处中印边境实际控制线以南印度阿鲁纳恰尔邦上苏班西里县境内，印度方面在此建有马加哨所（Maja Post），中国在实际控制线以北形琼普张3197高地建有3197哨所（天梯哨所）与之对峙。